# CBSディス・モーニング
『CBSディス・モーニング（シービーエス・ディス・モーニング、CBS This Morning）』（通称「CTM」）は、アメリカ・CBSで放送されていた朝の情報番組。1987年から1999年に放送された、より伝統的な形式の朝のニュース番組とタイトルを共有しており、月曜日から土曜日まで放送された。東部時間帯では7:00〜9:00まで生放送され、平日は、中央および山岳部標準時でテープ遅延で放送される。太平洋、アラスカ、ハワイのタイムゾーンの放送局は、特別なオープニングと更新されたライブリポートを含む更新されたフィードを受け取る。東部時間帯外の放送局は、土曜日版の放送を様々な時間に放送していた。これは、CBSが1954年以来放送し、2012年1月9日に『ジ・アーリー・ショー』に取って代わった、10番目の異なる朝のニュース機能プログラム形式である。
この番組は、各版全体で一般的な国内及び国際ニュース記事と詳細なリポートを強調しているが、スタジオ内でのライブインタビューや事前に録音されたインタビューも含まれている。この形式は、インフォテインメント形式で番組に競争力を与えるために、これらの放送の最初の1時間または30分後に、競合他社の『トゥデイ』、『グッド・モーニング・アメリカ』のソフトメディア及びライフスタイル主導の形式の代替として選択された（CBSは歴史的に、ネットワークの平日朝の番組の視聴率で3分の1を占めてきた）。
2021年8月31日、CBSは、平日版が同年9月7日より、再フォーマットされた『CBSモーニングス』に置き換えられ、土曜日版は9月18日から『CBSサタデーモーニング（CBS Saturday Morning）』に名前が変更されると発表した。

## 歴史

### 『CBSディス・モーニング』（第1期）と『ジ・アーリー・ショー』
『CBSディス・モーニング』の第1期は、1987年11月30日に放送開始し、ホストのハリー・スミス、元『グッド・モーニング・アメリカ』ニュースキャスターのキャスリーン・サリバン (ジャーナリスト)、番組のインフォテインメントを多用する前作『ザ・モーニング・プログラム』のホールドオーバーであるマーク・マキュアンが気象キャスター兼アナウンサーとしてが出演した。サリバンは1990年2月26日にポーラ・ザーンに置き換えられた。1992年10月26日から、系列局が番組を落とさないようにするために、CBSは地方局の放送中に利用できる時間を増やした。地方局のほとんどは、全国ニュースが始まる前に独自の早朝のニュース番組を放送している。スミス、ザーン、マキュアンではるかに成功したチームにもかかわらず、『CBSディス・モーニング』は3位で低迷し続けた。しかし、それはその前任者のどれよりもはるかに競争力があった。1995年10月に導入された新しいセットとライブ形式は、視聴率にほとんど影響を与えなかった。
スミスとザーンは1996年6月14日に番組を去り、CBSニュース特派員のハロルド・ダウとエリン・モリアーティ (ジャーナリスト)、ジョン・ロバーツ (ジャーナリスト)、ラス・ミッチェル、ハティ・カウフマン、マーク・マキュアン、ジェーン・ロベロが『CBSディス・モーニング』を7週間にわたって新しい形式が導入されるまで担当した。同年8月、番組は、マーク・マキュアンとジェーン・ロベロが共同アンカーを務め、ニュースキャスターのホセ・ディアス＝バラート（シンシア・バウアーズ、次にタリア・アシューラス、そして最後にジュリー・チェンが成功）とクレイグ・アレン (気象学者)（ニューヨーク市のWCBS-TVとWCBS (AM)）が気象キャスターとして、単に『ディス・モーニング』として再び刷新された。
地方局が現地時間の7:00から8:00まで独自のニュース番組を放送することを選択できる新しい形式が作成され、全国放送からの挿入物が点在した。その後、全国放送の2時間目は、8:00から9:00まで途切れることなく放送され、視聴率はわずかに上昇し、1998年のある時点で、番組は『グッド・モーニング・アメリカ』よりも進んでいた。しかし、その視聴率の成功も短く、CBSは1999年初頭に番組を終了する決定を発表した。ロベロは、番組が置き換えられることが明らかになった後、1999年6月に『ディス・モーニング』を去りました。番組終了後残りの5ヶ月間、アシューラスは共同アンカーを務め、チェンはニュースリーダーを務めた。マキュアンは同年9月末に番組を去って『ジ・アーリー・ショー』の立ち上げに備え、以前はスポーツ部門を指揮していたラス・ミッチェルに代わった。
『ディス・モーニング』は、12年間の放送を経て1999年10月29日に終了した。代わりに、後継番組『ジ・アーリー・ショー』が登場し、同年11月1日に放送開始した。時折視聴率のピークがあったが、『ジ・アーリー・ショー』は、NBCの『トゥデイ』とABCの『グッド・モーニング・アメリカ』に次ぐ3位決定戦だった。前年、『ジ・アーリー・ショー』は、2つの主要な競合他社の形式に基づいているという、番組の開始以来使用されていたニュース、特集、ライトストーリー、および「インフォテインメント」アプローチを避けた。

### 開発と復活

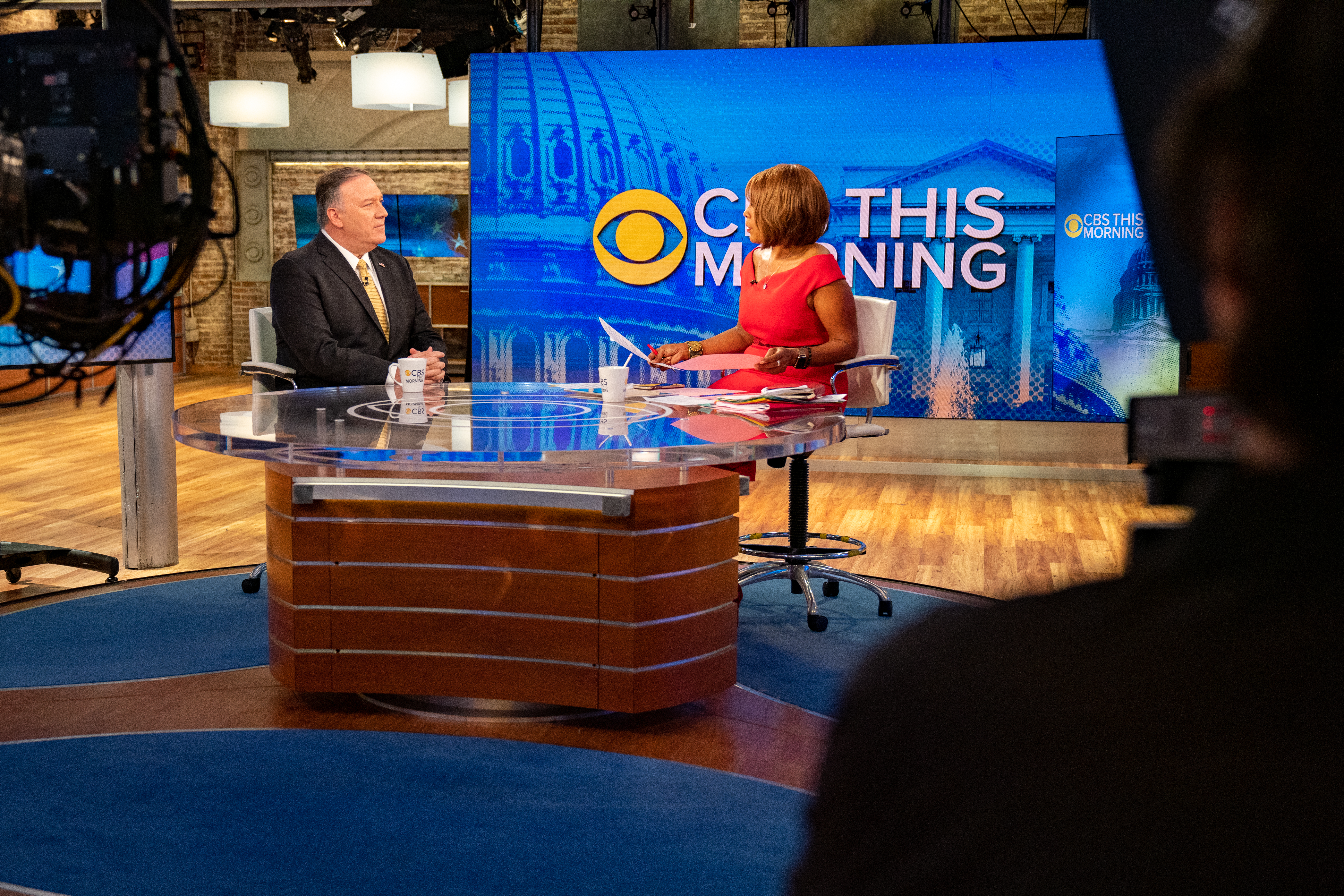
ゲイル・キングが国務長官（当時）のマイク・ポンペオにインタビューする様子（2019年）。

2011年11月15日、CBSニュースは、『ジ・アーリー・ショー』が終了され、ニュース部門が2012年1月9日付で朝のニュース番組をオーバーホールすると発表した。ニュース部門会長のジェフ・ファーガーと社長のデビッド・ローズ (メディアエグゼクティブ)は、その日の公式発表で、刷新されてタイトルが変更された番組が「朝のテレビの風景を再定義する」ことを明らかにした。つまり、リラックスしたライフスタイル主導の『トゥデイ』と『グッド・モーニング・アメリカ』のスタイルを再現するのではなく、新しい形式は「ハードニュース」（CBSニュースの特徴）、分析、議論を組み合わせたものになる。同年12月1日、新番組のタイトルは『CBSディス・モーニング（CBS This Morning）』と発表され、1999年以降の朝のニュース番組に名前が戻ったことを示している。
『CBSディス・モーニング』の創設エグゼクティブ・プロデューサーは、MSNBCの朝のニュース討論番組『モーニング・ジョー』のエグゼクティブ・プロデューサーを務めた後、2011年春にCBSに雇われたクリス・リヒトだった。リヒトのCBSへの移行は、『モーニング・ジョー』のホストであるジョー・スカーボロとミカ・ブルゼジンスキーがリヒトに続いてCBSに向かうという憶測につながった。これは、MSNBCとの契約が期限切れになる予定だったためである。スカーボロとブルゼジンスキーは、CBSやその他のネットワークからのオファーを検討していることを確認したが、インタビューを多用するアプローチをテレビ放送で再現することはできないという信念から、MSNBCと新しい契約を結んだ。
代わりに、CBSは、『CBSディス・モーニング』平日版で、『ジ・アーリー・ショー』のホールドオーバーであるエリカ・ヒル、ゲイル・キング、チャーリー・ローズ (ジャーナリスト)の3人を起用した。リヒトは、1980年代に放送されたCBSの深夜帯ニュース番組『CBSニュース ナイトウォッチ』（『アップ・トゥー・ザ・ミニット』、後に『CBSオーバーナイトニュース』に置き換えられた）のアンカーを務め、2008年から長期のニュースマガジン『60 Minutes』で時折のコーナーの非常勤特派員を務めたローズを「信じられないほどのインタビュアー」と説明した。
リヒトは、『CBSディス・モーニング』への「独創的な」アプローチを約束し、番組には強制アンカーバンター、料理コーナー、「コメディ天気予報、または屋外プラザでの応援ファン」は含まれないと主張した。

### リバイバル以来

2012年〜2015年まで使われたロゴ。

2012年7月26日、CBSは、ホワイトハウス主任特派員のノラ・オドネルが同年9月からヒルに代わることを発表した。ヒルは発表直後に番組から撤退し（放送では説明されていない欠席）、 最終的に彼女のCBS契約から解除された（ヒルは2012年11月にNBCに移籍し、『ウィークエンド・トゥデイ』の共同ホストになった）。
2017年11月20日、ワシントン・ポスト紙で、8人の女性がセクハラでチャーリー・ローズを非難したという報告を受けて、ローズはCBSによって解雇された。キングとオドネルはショーでこの問題に取り組んだ。2018年1月、ジョン・ディッカーソン (ジャーナリスト)（『フェイス・ザ・ネイション』のモデレーター）が3番目の共同アンカーとして番組に参加することが発表された。2018年10月3日、特派員のビアンナ・ゴロドリガが4番目の共同ホストとして番組に参加することが発表された。しかし、6ヶ月後の2019年4月、ゴロドリガはCBSニュースを離れることを選択した。
2019年5月6日、ディッカーソンとオドネルは『CBSディス・モーニング』を離れ、ディッカーソンは『60 Minutes』に、オドネルは『CBSイブニングニュース』に移動すると発表された。アンソニー・メイソン (ジャーナリスト)とトニー・ドクピルが後継者として指名され、同年5月20日にキングと並んでデビューした。オドネルの最後の出演は同年5月16日で、続いてジョン・ディッカーソンが翌5月17日だった。
CBSは、2021年に、タイムズスクエアのワン・アスター・プラザにある新スタジオへの移転や、ネイト・バールソンの新共同ホスト就任とメイソンが文化担当の記者としての役割に移行するなど、番組のいくつかの計画された変更を発表した。同年8月31日、ネットワークは、『CBSディス・モーニング』が9月7日から始まる新番組『CBSモーニングス（CBS Mornings）』に引き継がれることを発表した。

## 構成
どちらの時間も、その日のトップストーリーのペースの速い90秒間のヘッドラインである「EyeOpener」で始まり、深夜のトーク番組からの夜通しのスポーツハイライト映像とクイズで終わる。番組の最初の1時間はニュースが多く、2時間目よりも独創的なジャーナリズムと分析が多くなっている。8:00の時間帯は、「EyeOpener @ 8」で始まり、最初の1時間のニュースを要約し、朝のニュースヘッドラインの簡単な要約につながり、その後、インタビューとディスカッションなどに焦点を移す。 

### 天気予報
リヒトの「コメディー天気は無し」の約束に忠実で、番組には独立した全国的な天気コーナーは含まれていない。これにより、『CBSディス・モーニング』は、三大ネットワークのいずれにおいても、そのようなコーナーを含まない唯一の朝の全国ニュース番組になる。ただし、CBS系列局は、独自の地域の天気予報を挿入するための時間が割り当てられる（全国の地図と予報、または全国の個々の都市の予報のテキストのみのリストを使用して、独自の天気予報を挿入しない系列局、特にニュース部門を持たない系列局に提供する）。
ただし、この番組では、CBS系各局の地元の気象学者を登場させ、荒天発生時（ハリケーン、山火事、吹雪など）の予測を提供する。ニューヨーク市にある直営局のWCBS-TVのロニー・クイン（土曜日版の元気象学者）は平日（必要に応じて）登場し、CBSニュース気象及び気候スペシャリストのジェフ・ベラルデッリは土曜日版（必要な場合）を担当する。

### ローカルニュースの飛び降り点
過去1時間の毎時26分と56分にローカルニュースへの飛び降り点を利用しない加盟局（ニュース部門を持たないCBS系列局を含む）の場合、番組はその日の『CBSモーニングニュース』アンカーによって紹介されたテープストーリーを使用する。以前は、アンカーとパネリストの間のハッピー・トーク (ニュース)のコーナーが含まれていた。これは、1981年〜1987年の『CBSモーニングニュース』の放送中に行われたことと同様だった。

### 西海岸
太平洋、アラスカ、ハワイ・アリューシャンのタイムゾーン（夏時間のアリゾナ州の大部分と共に）の場合、放送の更新バージョンには、これらの視聴者への追加の挨拶（「西部の視聴者の皆さん、おはようございます!」及び「あなたが西部で目を覚ますように...」（"Good morning to our viewers in the West!" / "As you are waking up in the West..."））と、国のその地域の視聴者を特に認める記者によって以前に示された更新されたリポート（例：「西部でご覧の視聴者の皆さん、おはようございます」（"Good morning and Good morning to our viewers watching us in the West"））と共に、株式市場を含む、高値または安値の主要な値動きが組み込まれている。

### スタジオ
『CBSディス・モーニング』は、CBS放送センターのスタジオ57（マンハッタン西57丁目の住所に番号が付けられている）のセットで放送している。新セットは当初、『ジ・アーリー・ショー』放送終了前に使用する予定だった。同番組は、ネットワークのNFL直前情報番組『The NFL Today』と共有されていた中、窓のあるゼネラルモーターズ・ビルディング (マンハッタン)に基づいていたが、ハードニュースへの焦点の変更のため『ジ・アーリー・ショー』最終年には常に窓が覆われていた。2011年12月初旬に放送が開始された番組のプロモーションでは、白い壁で覆われ、CBSの「目」のロゴで飾られた（そして右に示されているメッセージも表示されている）スタジオの外観のセクションが紹介された。『CBSイブニングニュース』は、前番組がスタジオ47の長年の拠点から移転した2016年12月以来、スタジオ57を『CBSディス・モーニング』と共有している。
『CBSディス・モーニング』セットの断片は、番組の放送開始前にリリースされたプロモーションやウェブビデオで公開され、フルセットは2012年1月のプレミアで公開された。セットの特徴の一部は次の通り。
- 本物のむき出しのレンガの壁と暗い堅木張りの床。
- 透明なアクリル樹脂をトッピングし、有名な「Eyemark」でエッチングされた丸いアンカーデスクと、必要に応じて取り外すことができる追加の「プロング」セクション。
- 衛星経由で現れるゲストがアンカーデスクでインタビュアーと一緒に「座る」ことを可能にする可動モニター。
- CBSニュースの遺産を表すさまざまなアイテム（最も目立つのは、『CBSイブニングニュース』元アンカーのウォルター・クロンカイトの在職期間から使われている世界地図）。
- 隣接するニュースルーム（初放送に間に合うように準備ができていなかった）、通りに面した大きな窓がある（通行人が中を見ることができる）。
- 目に見える楽屋（セットに唯一のソファがある）、視聴者は舞台裏の様子を垣間見ることができる。

TV Guideの記者であるスティーブン・バタグリオがリポートしたように、このセットにはオークランド・アスレチックスの野球帽も含まれている。エグゼクティブ・プロデューサーのクリス・リヒトは、スポーツ映画「マネーボール」をスタッフに思い出させるためにそれを含めた。その中心人物（チームエグゼクティブのビリー・ビーン、ブラッド・ピットの映画で演じられた）は、リヒトが『CBSディス・モーニング』の複製を望んでいる「既存の枠にとらわれない」アプローチを採用した（リヒトは、この番組を「The Moneyball of TV」（2011年の映画で取り上げられた方法論の離陸）と呼び、『CBSディス・モーニング』スタッフのプレミア前に動機付けツールとして映画を上映した）。
新型コロナウイルスの感染拡大と、それに伴う2020年3月11日のCBS放送センターの閉鎖を受けて、『CBSディス・モーニング』は、『CBSイブニングニュース』のワシントンD.C.のスタジオに2版で一時的に移転された。3月18日に施設が再閉鎖された後、番組は『ザ・レイト・ショー・ウィズ・スティーヴン・コルベア』（現在はリヒトがプロデューサーを務めている）のセットでエド・サリヴァン・シアターから放送を開始し、その後リモート形式に切り替えた。6月22日、『CBSディス・モーニング』はスタッフ人員を減らした上でスタジオ57に戻った。
2021年5月、CBSは、2020年大統領選挙の取材にスペースを使用した後、『CBSディス・モーニング』が、バイアコムCBSの世界本社としても機能するタイムズスクエアのワン・アスター・プラザにあるMTVの旧スタジオに移転すると発表した。

## 土曜日版
『CBSディス・モーニング・サタデー（CBS This Morning Saturday）』は当番組の土曜日版で、2012年1月14日に放送開始され、現在は2019年6月下旬に就任したミシェル・ミラー、ダナ・ジェイコブソン、ジェフ・グロールがアンカーを務めている。土曜日の放送のローカル放送時間は、同じタイムゾーン内であっても、放送局ごとに大幅に異なるが、東部標準時の7:00から9:00に放送される。 一部の市場では、地元のCBS系列局が、『CBSディス・モーニング・サタデー』（通常は週末朝の延長ローカルニュース番組を放送する）を先取りすることを選択し、代わりにデジタルサブチャンネル、姉妹局（インディアナポリスにあるマイネットワークTV系列のWNDY-TV（チャンネル23）の場合など、2015年1月に同局がCBS系列を失うまで、共同所有のWISH-TV（チャンネル8）の代わりに放映された）で放送するか、放送を拒否する場合がある（サンアントニオのKENS（チャンネル5）やメンフィスのWREG-TV（チャンネル3）など）。
中部標準時のほとんどのCBS系列局は、土曜日版をテープ遅延で放送する朝の系列局とは異なり、中部標準時の6:00から8:00まで土曜日版を生放送している。これは、東部と中部の両方のタイムゾーンで放送される唯一の朝の番組であるが、土曜日版は、残りのタイムゾーンでテープ遅延で放送される。
土曜日版の放送開始当初、もともとレベッカ・ジャービスとジェフ・グロールがアンカーを務め、ベティ・グエンが番組のニュースキャスターとして、ロニー・クインが気象キャスターとして機能した。グロールが『CBSイブニングニュース』の日曜版アンカーに指名された後、アンソニー・メイソン (ジャーナリスト)、チップ・リード、ジム・アクセルロッド、モーリス・デュボア、ジェームス・ブラウン (スポーツキャスター)、バイロン・ピッツ、ベン・トレーシー、リー・コーワン、 メージャー・ギャレット、セス・ドアン、ジョン・ディッカーソン (ジャーナリスト)、ジョン・ミラー (警察官)、トニー・ドクピル、など、さまざまな男性特派員の起用を隔週土曜日に交代で開始した。2019年5月に部門再編が行われ、グロールが『CBSイブニングニュース』から引退した後、同年6月22日に『CBSディス・モーニング・サタデー』に復帰した。
他のネットワークの朝番組の週末版と同様に、当番組は平日よりも人々の興味のある作品に重点を置いているが、それでも主に最初の30分間は一日のニュースに焦点を当てている。また、ミュージカルパフォーマンスやフードコーナーなど、平日版から削除されたモーニングショーのジャンルの一般的な機能の一部を保持し、ホストが特定のコーナーを紹介するメインセットにソファを一時的に移動した。また、「EyeOpener」（2014年6月14日の放送の最初の1時間の冒頭に追加された）を含む平日版の一部の機能も含まれていなかった。正式な全国天気コーナーは、2013年3月まで引き続き含まれていた。 ロニー・クインは、2012年後半に予告なしに離任するまで土曜日の気象キャスターを務め、平日版に従って正式な天気コーナーが削除されるまで、CBSが所有及び運営する放送局の気象学者が代役を務めた。
通常の土曜日の形式の例外として、2013年2月2日（第47回スーパーボウルの前日）、ニューオーリンズ（メルセデス・ベンツ・スーパードーム）からホストされた平日のアンカーチームで、単に『CBSディス・モーニング』（『CBSディス・モーニング・サタデー』の代替）そして平日版と同様にフォーマットされ、両方の時間の冒頭に「EyeOpener」が含まれていた。
『CBSディス・モーニング』は、1979年に開始したニュースマガジン『CBSニュース サンデーモーニング』の長期的な結果として、日曜日版を制作していない（1982年まで続いた元の『CBSモーニングニュース』の短期間の再フォーマットの名残）。『CBSディス・モーニング』とは対照的に、『CBSニュース サンデーモーニング』は長い間、日曜日朝の番組の視聴率をリードしてきた。